# Elusa puncticeps
Elusa puncticeps là một loài bướm đêm trong họ Noctuidae.